# Collégiale Sainte-Begge d'Andenne
La collégiale Sainte-Begge est un édifice religieux catholique sis au cœur de la ville d'Andenne dans la province de Namur (Région wallonne de Belgique). De style néoclassique (XVIIIe siècle) l'église est dédiée à Sainte-Begge, fondatrice du monastère auquel appartenaient les sept églises détruites pour permettre la construction de la collégiale.

## Begge et les sept églises
Sur les conseils du pape Serge 1er, Begge construit en 692 un monastère à sept églises à un emplacement que Dieu lui aurait révélé, grâce à des signes. Begge fonda alors, à la même époque, un chapitre de chanoinesses autour des églises. 
Le nombre d'églises proviendraient des signes adressés par Dieu à Begge, à savoir une poule et sept poussins et une truie et sept porcelets.

## Construction de la collégiale
Au milieu du XVIIIe siècle, les églises, en très mauvais état, furent détruites avec la permission de l'Impératrice Marie-Thérèse d'Autriche. Leurs pierres sont alors réutilisées pour la construction de la nouvelle collégiale, de style néoclassique. Les travaux étaient dirigés à l'époque par le célèbre architecte Laurent-Benoît Dewez, premier architecte du gouverneur des Pays-Bas autrichiens. La construction s'étala de 1770 à 1775.

## Architecture
C'est un édifice monumental et d'aspect sévère en calcaire. Son plan groupe trois nefs de cinq travées . Le transept est haut et se termine par des absides à trois pans. Le cœur est à trois travées et à chevet polygonal. La tour est carrée à quatre niveaux surmontés d'une toiture en cloche. Les niveaux sont séparés par des bandeaux saillants. La façade a deux niveaux garnis de pilastres ioniques couronnés d'un entablement. Le second niveau est corinthien. Il est encadré de balustrades et percé d'une fenêtre entre deux niches garnies de statues.  Au sommet un fronton triangulaire mouluré couronne la façade. L'intérieur est de style Louis XVI peint en blanc éclairé par des fenêtres en plein cintre.

## Patrimoine

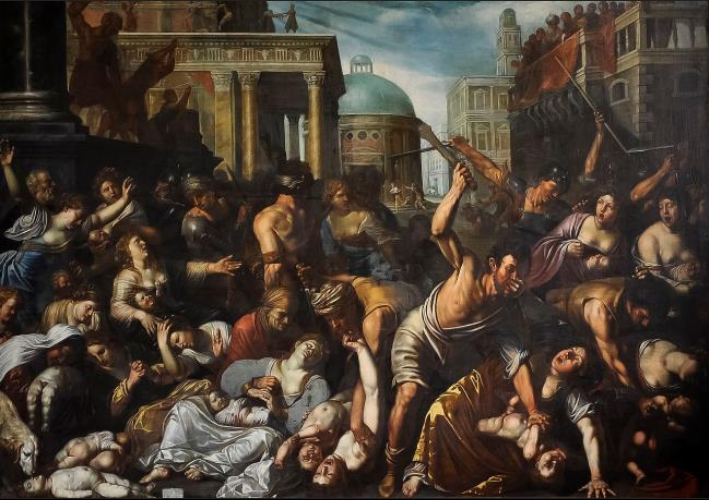
Louis Finson - Massacre des Innocents (Louis Finson), 1615

- Le tombeau de sainte Begge (datant du XIIe siècle).
- Du mobilier ancien : un lutrin de 1510, les confessionnaux et chaire de vérité du XVIIIe, les stalles et des tableaux du XVIIe.
- Le trésor, dans les annexes de la collégiale, comprend des manuscrits, des sculptures ou encore des textiles et de l'orfèvrerie, des porcelaines et de monuments funéraires allant du XVIe au XXe siècle. On y retrouve aussi la châsse de Sainte-Begge, de style Renaissance. Agencé en 'musée' il peut se visiter.
- Le tableau Le Massacre des Innocents du peintre flamand Louis Finson, propagateur du caravagisme en Europe du Nord[2],[3].

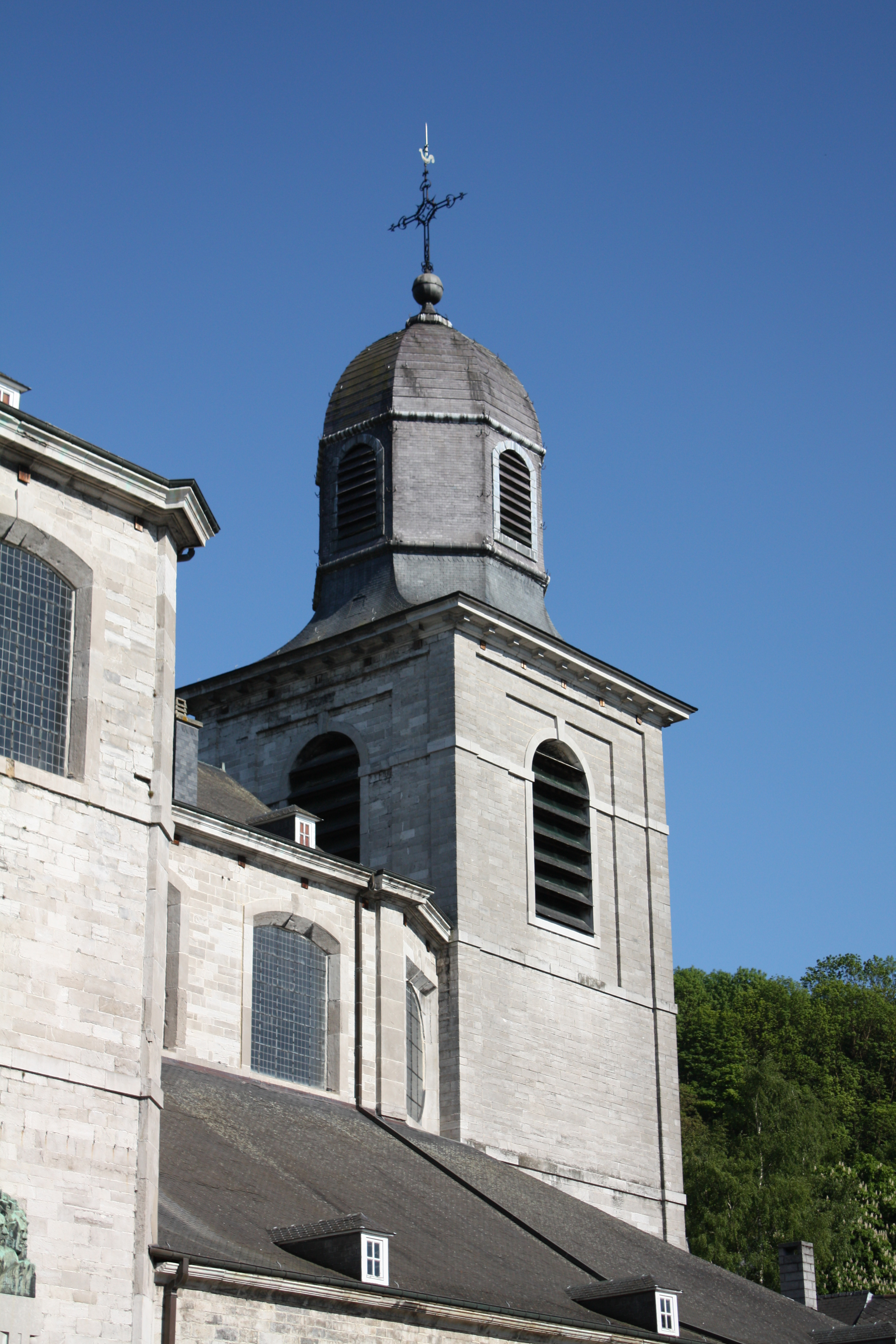
Le clocher de la Collégiale, avec sa forme de cloche caractéristique
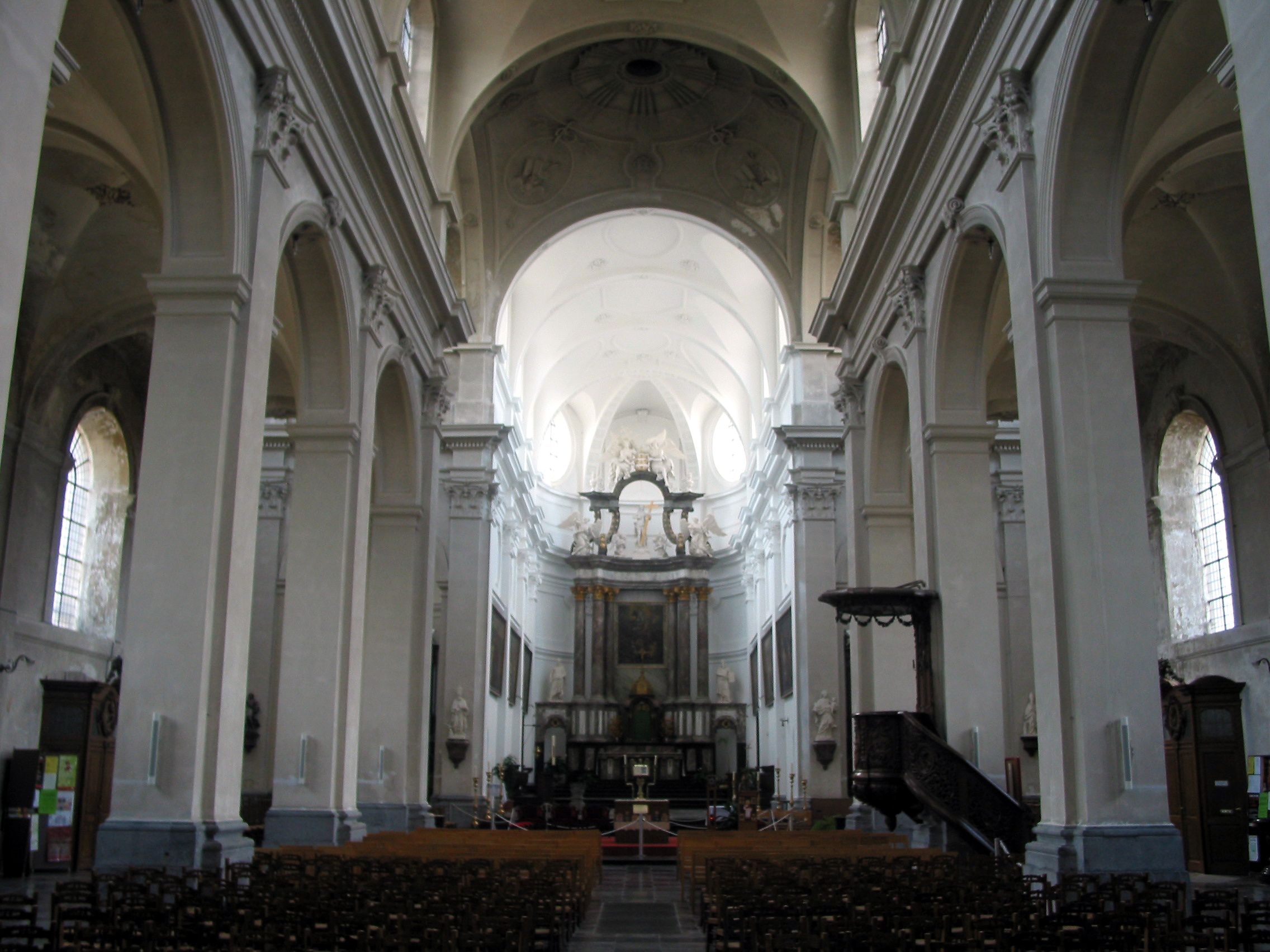
Intérieur de la Collégiale Sainte-Begge
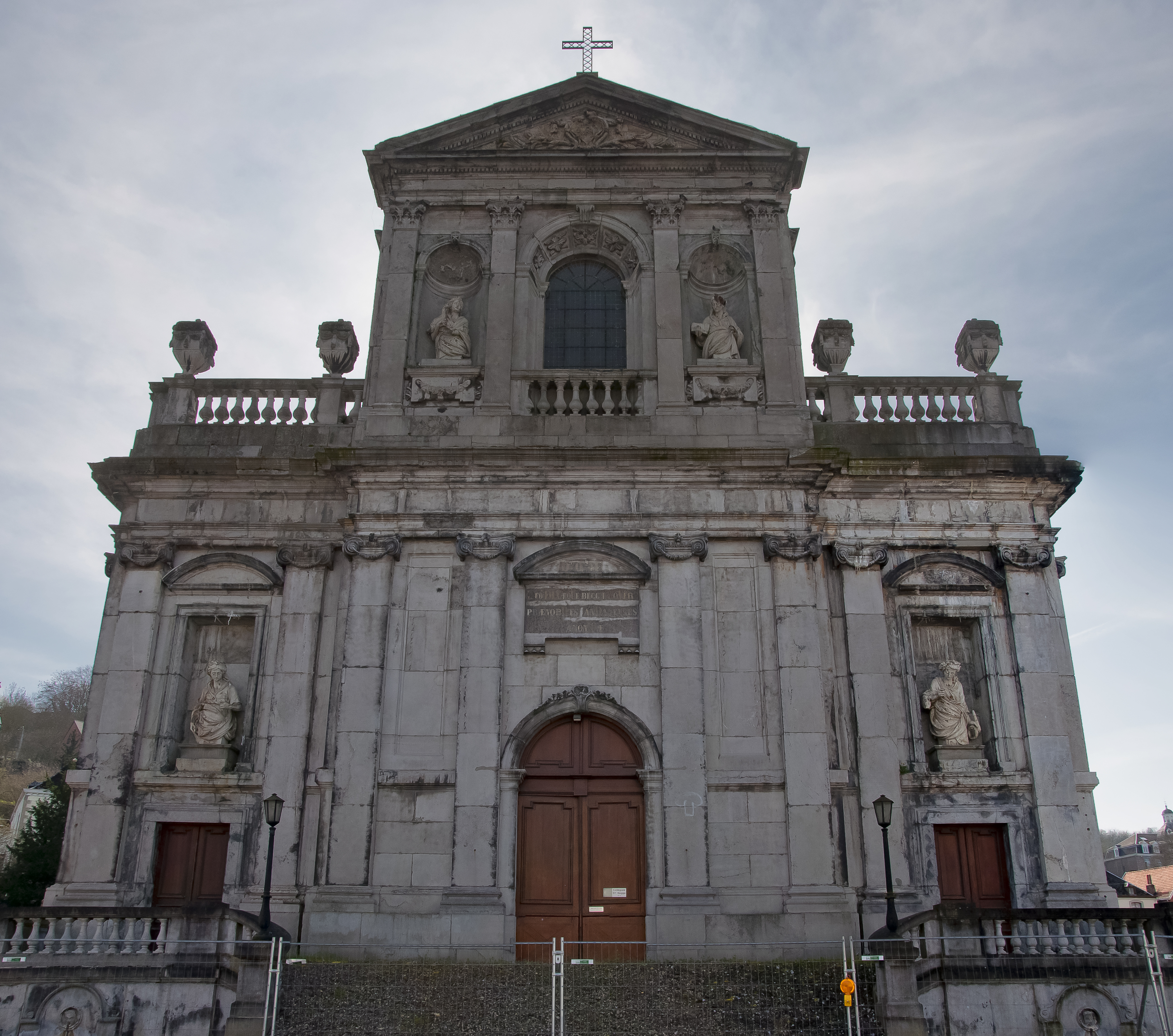
Façade de la Collégiale

### Articles externes
- Ressource relative à l'architecture :   - Patrimoine classé de Wallonie